# Chaetodipus
Chaetodipus é um gênero de roedores da família Heteromyidae.

## Características
Membros desse gênero variam em tamanho entre 80mm e 125mm, cabeça e corpo, e no peso entre 15g e 47g. Diferente dos camundongos de bolso de seda (gênero Perognathus), a maior parte das espécies do gênero Chaetodipus tem pelagem áspera com algumas pontas de pelo espinhoso. Esses animais são geralmente encontrados em habitats háridos onde se alimentam de sementes, vegetação e insetos. As fêmeas dão a luz uma ninhada de 2 até 9 filhotes, depois de uma gestação de pouco menos de um mês. O maior tempo de vida registrado foi de 8 anos e 4 meses.

## Espécies
- Chaetodipus arenarius (Merriam, 1894)
- Chaetodipus artus Osgood, 1900
- Chaetodipus baileyi Merriam, 1894
- Chaetodipus californicus Merriam, 1889
- Chaetodipus dalquesti Roth, 1976
- Chaetodipus eremicus (Mearns, 1898)
- Chaetodipus fallax Merriam, 1889
- Chaetodipus formosus Merriam, 1889
- Chaetodipus goldmani Osgood, 1900
- Chaetodipus hispidus (Baird, 1858)
- Chaetodipus intermedius (Merriam, 1889)
- Chaetodipus lineatus (Dalquest, 1951)
- Chaetodipus nelsoni (Merriam, 1894)
- Chaetodipus penicillatus (Woodhouse, 1852)
- Chaetodipus pernix J. A. Allen, 1898
- Chaetodipus rudinoris Elliot, 1903
- Chaetodipus spinatus Merriam, 1889